# Don’t Stand So Close to Me
Don’t Stand So Close to Me – piosenka z 1980 autorstwa Stinga, nagrana przez brytyjski zespół The Police. Pierwotnie utwór wydany został na singlu we wrześniu 1980. Pod koniec września piosenka znalazła się na pozycji pierwszej brytyjskiego zestawienia UK Singles Chart. W 1986 roku członkowie The Police spotkali się w studiu by nagrać na nowo niektóre z ich starych utworów. Zespołowi udało się ukończyć jedynie piosenkę „De Do Do Do, De Da Da Da”, która w tej nowej aranżacji trafiła na kompilację Every Breath You Take: The Singles jako „Don’t Stand So Close to Me ’86”.